# Султанов Уткір Тухтамурадович
Уткір Тухтамурадович Султанов (узб. O‘tkir To‘xtamurodovich Sultonov; нар. 14 липня 1939, Ташкент — пом. 29 листопада 2015, Ташкент) — узбецький політик, прем'єр-міністр Узбекистану з 1995 по 2003 рр.
Закінчив Томський політехнічний інститут за спеціальністю «інженер-електромеханік».
З 1963 р. працював електриком на Томському заводі ріжучих металів. З 1964 по 1985 рр. працював в Ташкентському авіаційному виробничому об'єднанні ім. В. П. Чкалова: майстер, потім начальник лабораторії, начальник об'єднаного конструкторського бюро, начальник відділу автоматизації та механізації виробництва, заступник головного інженера, заступник генерального директора об'єднання. З 1978 по 1979 рр. перебував у службовому відрядженні у Франції.
З 1985 р. — генеральний директор НВО «Схід».
У 1991 р. призначений головою Державного комітету Республіки Узбекистан з питань зовнішньої торгівлі і закордонних зв'язків. З лютого 1992 р. — міністр зовнішньоекономічних зв'язків Республіки Узбекистан. Пізніше в тому ж році став заступником прем'єр-міністра, зберіг при цьому портфель міністра зовнішньоекономічних зв'язків.
З 21 грудня 1995 по 10 грудня 2003 — прем'єр-міністр Республіки Узбекистан.
Одночасно, з травня 1998 р. — голова Ради глав урядів СНД.
З 10 грудня 2003 р. призначений заступником прем'єр-міністра, який курирує галузі машинобудування, чорної і кольорової металургії, нафти і газу, геології, електроенергетики, виробництва хімічної продукції, а також стандартизації і метрології, державних і мобілізаційних резервів. З 4 лютого 2005 р. — на тій же посаді; змінений перелік своїх підшефних питань: питання ПЕК, хімії, металургії і машинобудування.
У березні 1990 р. був обраний народним депутатом Верховної Ради Узбецької РСР XI скликання.
До 14 вересня 1991 р. входив до керівництва Компартії Узбекистану.
У вересні 1991 р. увійшов до оргкомітету Народно-демократичної партії Узбекистану; на установчому з'їзді партії 1 листопада 1991 р. був обраний членом її Центрального Ради (голова партії — І. Карімов).